# Licurgo (Esparta)

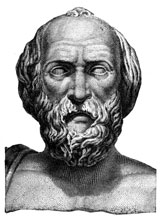
Licurgo, en dibujo basado en escultura de los Museos Vaticanos.

Licurgo (griego antiguo: Λυκοῦρɣος [Lykúrgos]; griego moderno: Λυκούρɣος; latín: Lycurgus) fue un legislador de Esparta, acerca del cual se ha discutido, desde  la Antigüedad, cuál fue el momento histórico en el que vivió; incluso no resulta claro determinar si fue realmente una figura histórica. Se le han adscrito cronologías que van desde el siglo XII a. C. hasta comienzos del siglo VI a. C., pero predomina la opinión de que vivió entre el siglo IX a. C. y el siglo VII a. C. Estableció la reforma de la sociedad espartana de acuerdo con el Oráculo de Delfos. Gran parte de la constitución de Esparta se atribuye a Licurgo.
Fue citado por historiadores antiguos, como Heródoto, Jenofonte y Plutarco. Jenofonte dijo: «Él no imitó a las otras ciudades, sino que concibió cosas incluso opuestas respecto a la mayoría de ellas: así hizo a su ciudad particularmente afortunada». Muchos historiadores creen que Licurgo fue el responsable de las reformas comunalistas y militaristas que transformaron la sociedad espartana en la segunda parte del siglo VII a. C., denominada Gran Retra.
Se cuenta que su compromiso con sus leyes era tal que, tras hacer jurar a los espartanos que las acatarían hasta su regreso a la ciudad, se quitó la vida al salir de esta, para así, asegurar su aplicación perpetua.
Los principios sobre los que se fundan las reformas que se le atribuyen fueron: la subordinación de todos los intereses privados al bien público, la imposición de una estructura social modelada sobre la vida militar, en la que la educación de los jóvenes estaba encomendada al propio Estado, y la obligación de sobriedad en la vida privada. Más genéricamente, se puede expresar en tres ámbitos: buena educación, menosprecio de la riqueza y amor a la patria.
Se le atribuye el pensamiento de que "Lo importante de las leyes no es que sean buenas o malas, sino que sean coherentes. Solo así servirán a su propósito".

## Legado posterior
En su obra Vidas paralelas, el historiador Plutarco empareja las biografías de figuras destacadas del mundo griego y romano, con el fin de resaltar sus características morales y virtudes. Cada par de biografías concluye con una comparación entre los personajes, con énfasis en sus similitudes y diferencias. En este contexto, Plutarco dedica una biografía a Licurgo y la contrasta con la de Numa Pompilio, el segundo rey de Roma, reconocido por sus reformas y contribuciones a la religión y el gobierno romano.[cita requerida]
El presidente argentino Juan Domingo Perón, al definir las bases de la doctrina justicialista, destacó a Licurgo como un modelo de liderazgo y el "primer justicialista". Perón subrayó su labor legislativa y su enfoque en la distribución de la tierra, un principio que resuena con los ideales de justicia social del peronismo. La política de Licurgo, que promovía la repartición de tierras entre los ciudadanos mediante su parcelación, fue vista por Perón como un antecedente de la equidad en el acceso a recursos y la justicia distributiva.